# Junkers W 33
Junkers W 33 är ett tyskt lågvingat enmotorigt flygplan byggt helt i metall.
Efter första världskriget var den tyska flygindustrin och luftfarten hårt kringskuren av de bestämmelser som ingick i Versaillesfreden. För att kringgå dessa skapades 1922 en stor fabrik i Fili i Sovjetunionen  och  1925 AB Flygindustri (Afi) i Sverige för att bygga Junkers flygplan på licens. Stora delar av flygplanen byggdes av Junkers i Dessau och monterades av de utländska företagen där även modifieringen av militärvarianterna skedde.
Junkers W33 konstruerades 1926 som ett passagerarflygplan byggt helt av en aluminiumlegering kallad duralumin.  Planet var en utveckling ur Junkers F 13 men med större lastförmåga och en vattenkyld  6-cylindrig radmotor av typ Junkers L 5. Första flygningen med W33 ägde rum 7 juni 1926 i Tyskland. Första W33 från Afi blev klart i maj 1930 och levererades 2 månader senare till Mitsubishi i Japan. Det kom 1932 att användas vid ett rekordförsök att genomföra en långflygning över Stilla Havet till USA, men flygningen misslyckades och planet försvann. Trots att man sökte efter spår i ett halvår, hittades varken vrakspillror eller överlevande. Ytterligare ett rekordförsök hade gjorts med en W33 då Hermann Köhl tillsammans med James Fitzmaurice och Gunther von Hünfeld 1928 lyckades korsa Atlanten från Europa till USA.
Junkers W 33 levererades till och byggdes delvis i Sverige, där det benämndes Trp 2.

## Användning i Sverige
1933 beställde Svenska Röda Korset en Junkers W 33, som skulle användas som flygambulans och den placerades på Flygvapnets flottilj F 4 Frösön. Flygplanet fick benämningen Trp 2, efter 1935 Trp 2A och efter 1940 Tp 2A. Flygplanet användes av Flygvapnet som transportflygplan försett med pontoner. 
Flygplanskroppens kabindel samt pontonerna tillverkades i Limhamn medan övriga delar levererades från Junkers i Dessau i Tyskland. 
1935 byggdes detta flygplan om till Junkers W 34 och försågs med en NOHAB My VIa-motor, varvid beteckningen ändrades till Trp 2A, som 1940 ändrades Tp 2A. 
Flygplanet totalförstördes vid ett haveri vid Trappberget i närheten av Rajastrand (tidigare Sörfors) den 16 oktober 1938. Samtliga fem ombord omkom. 
En Junkers W 34 beställdes 1933 med placering vid F 2 Hägernäs samt ytterligare en 1935 som placerades i Boden. Den kom att vara kvar i Flygvapnets tjänst till 1954 då den såldes till Svensk Flygtjänst.

## Junkers W 34
Flygplanet byggdes med luftkylda stjärnmotorer i civilt utförande och benämndes då Junkers W34.

## Junkers K 43
Junkers K 43 var en militär variant avsedd för bomb- och spaningsflygning med öppningar för rörliga kulsprutor i kabintaket och kabingolvet.